# Michel de Fabiani
Michel de Fabiani (né  le 17 juin 1945 à Lyon) est un dirigeant d'entreprise français. Ancien directeur général de BP Europe, groupe pétrolier britannique où il a fait l'essentiel de sa carrière, il est en 2005, président de la Franco-British Chamber, la Chambre de commerce et d'industrie Franco-britannique à Paris, et premier Français à ce poste, depuis sa création en 1873.

## Biographie
Il fait ses études secondaires à Lyon. Il entre ensuite à l'École des hautes études commerciales de Paris  (HEC, promotion 1967).
À partir de 1969, il exerce différents métiers chez BP où il travaille dans les activités Nutrition, Chimie, Finance  et Pétrole, dans différentes villes dont Milan, Paris et Bruxelles.
Au sein du Groupe BP, il devient Directeur général de BP Oil Europe, entre en 1999 au Conseil d'administration comme Président régional pour l'Europe de BP Group, poste qu'il occupe jusqu'en 2004. Il fut également président du conseil d'administration et directeur général (PDG) de BP France de mai 1995 à 2004. En septembre 1997, il est nommé CEO de la coentreprise BP/Mobil en Europe. 
Il a représenté les intérêts son secteur d'activité notamment au sein de l' International Oil Summit  (Sommet annuel organisé à Paris avec l'Institut Français du Pétrole, la revue spécialisée Pétrostratégies) ou à Bruxelles, en tant que vice-Président d'Europia, l'Association européenne de l'industrie pétrolière, jusqu’à fin 2004, où il quitte ses fonctions exécutives. M. de Fabiani a participé en 1999 en tant que dirigeant de BP France au rapport d'information sur le rôle des compagnies pétrolières dans la politique internationale et son impact social et environnemental réalisé par l'Assemblée nationale.
Il occupe actuellement les fonctions de : 
- Vice-Président de la Chambre de commerce et d’industrie Franco Britannique
- Président du Conseil d’administration de l'Hertford British Hospital Corporation (à Levallois)
- Administrateur, en France, de BP France, du Groupe Rhodia, du Groupe Vallourec et à l'étranger de Star Oil Mali et de SEMS Maroc
- Membre du conseil de surveillance de Vallourec[5].

## Autres activités
En 2005, il a fondé le Cercle économique Sully, un club et think tank politique et industriel lancé le 6 avril 2005 au Sénat, qui promeut des valeurs démocrates, sociales, libérales et européennes et échange sur les thèmes de la compétitivité, des délocalisations, de la fiscalité, de la réglementation sociale, de la formation et de l'entrepreneuriat.